# Dassault Mirage III V
Au début des années 1960, à la demande du ministère de la Défense français, les constructeurs aéronautiques Dassault Aviation et Sud-Aviation réalisèrent des expérimentations d'avions à décollage et atterrissage verticaux (ADAV) avec deux appareils :
- Le Balzac V, destiné à valider la formule retenue avec des moteurs existants ;
- Le Mirage III V, aux performances supérieures grâce à de nouveaux moteurs plus puissants.

Ce programme fut arrêté en 1966, pour des raisons techniques et financières, ne débouchant sur aucune construction en série. En 1970/71, la Cour des Comptes déclare que le gouvernement français y a investi en vain 200 millions de francs français (238 millions d'euros valeur 2022) ainsi que 79 millions de francs dans le réacteur Rolls-Royce RB.162 (94 millions d'euros valeurs 2022) entre 1960 et 1966.

## Conception

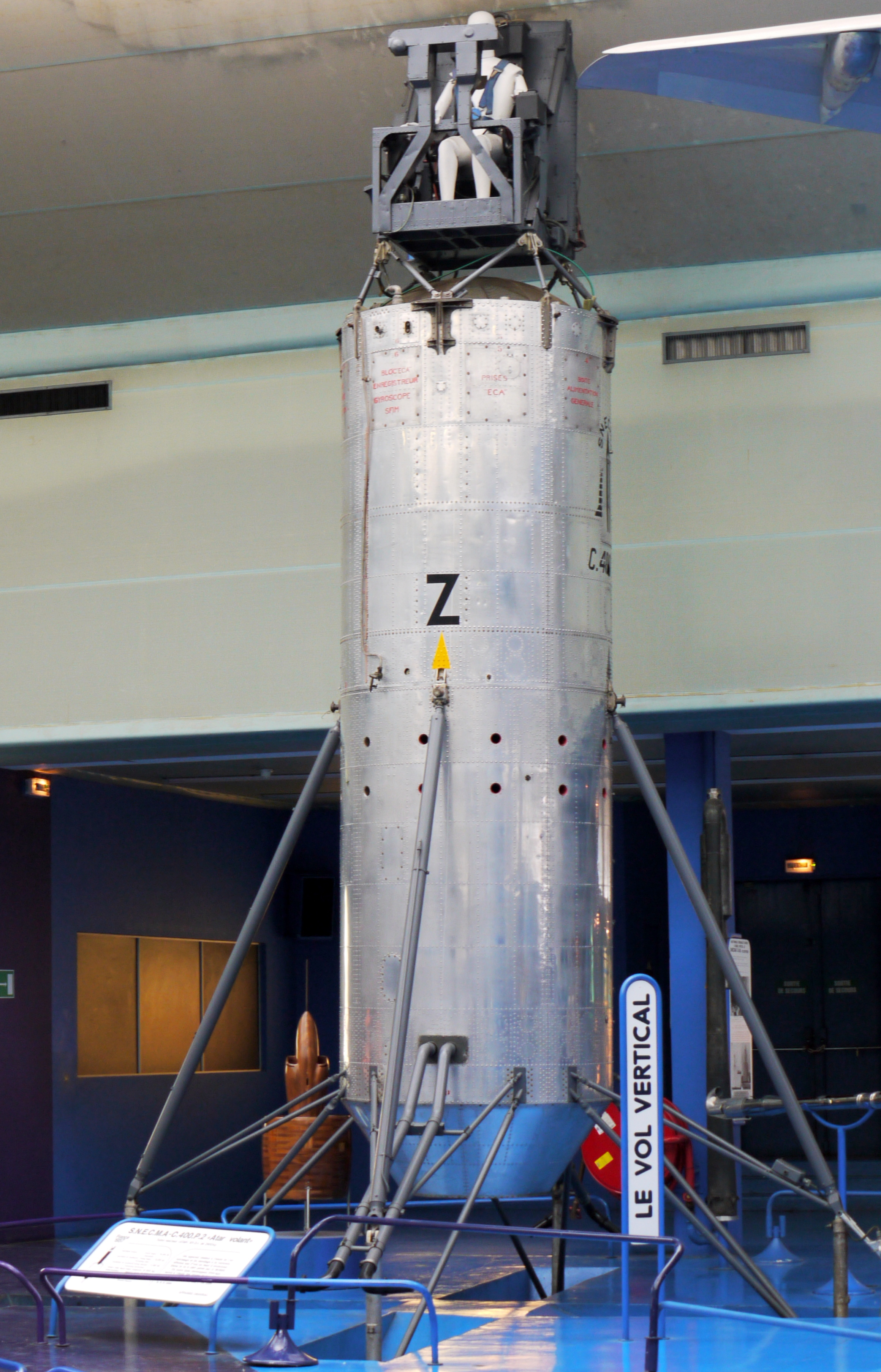
L'Atar volant était un prototype qui permit de valider le système de contrôle d'un avion en phase de sustentation par des jets d'air comprimé. Ce dispositif sera plus tard repris sur les Mirage III V et les Harrier britanniques.

Le gouvernement français lança en août 1960 un programme expérimental d'avion à décollage et atterrissage verticaux, devant aboutir à un avion de combat. Le constructeur Dassault proposa un avion désigné Mirage III V (V pour "vertical"), équipé de turboréacteurs de sustentation, pour le décollage et l'atterrissage, et d'un turboréacteur classique pour le vol normal. Sud-Aviation proposa un projet de même configuration, le Sud-Aviation SA-X-600. Les deux avions étaient des monoplaces à aile delta. Le projet de Dassault fut accepté, et un contrat de développement accordé à Dassault. Sud-Aviation obtint cependant, en compensation, de participer au programme de Dassault en fabriquant le fuselage du démonstrateur et du Mirage III V.

### Le Balzac V
Pour valider la formule, un démonstrateur désigné Balzac V fut construit en utilisant des moteurs déjà existants : il disposait de huit réacteurs Rolls-Royce RB.108 de 1 000 kgp, chacun placés verticalement dans le fuselage, et d'un réacteur de propulsion Bristol Siddeley Orpheus 3 de 2 200 kgp. Plusieurs innovations furent faites sur cet avion : premières commandes de vol électriques et utilisation de la télémesure pour communiquer les données du vol en temps réel avec le sol.
Le premier vol stationnaire fut effectué le 12 octobre 1962, à Melun-Villaroche. La première transition vers le vol horizontal eut lieu le 18 mars 1963, et un cycle complet de décollage vertical, vol en palier puis atterrissage vertical fut réalisé le 29 mars. Le prototype s'écrasa cependant le 10 janvier 1964, lors de son 126e vol, tuant son pilote Jacques Pinier. L'avion, après avoir été réparé, reprit ses essais, mais fut définitivement perdu le 8 septembre 1965, lors de son écrasement à Bretigny, provoquant la mort de son pilote, le major Phillip E. Neale, de l'équipe de test de l'USAF venue évaluer l'engin.

### Le Mirage III V
Commandé en août 1961 et destiné à atteindre Mach 2, le Mirage III V était plus lourd que le Balzac, et équipé de moteurs plus puissants : huit Rolls-Royce RB 162 de 2 000 kgp chacun pour la sustentation, et un réacteur de propulsion Pratt & Whitney JTF10, construit sous licence par la SNECMA sous la désignation TF106.
Deux prototypes furent réalisés : le Mirage III V 01, qui fit son premier vol stationnaire le 12 février 1965, et le Mirage III V 02, qui vola pour la première fois le 22 juin 1966. La première transition du vol stationnaire au vol horizontal eut lieu le 24 mars 1966. Le 12 septembre, lors de son 11e vol, le V02 atteignit la vitesse de Mach 2,03 en vol horizontal. Avec ses 2 506 km/h, le Mirage III V reste encore à ce jour , l'ADAV le plus rapide du monde et le seul à avoir atteint Mach 2 (même le moderne F-35 américain ne peut pas dépasser cette vitesse).
Entre-temps, le ministère de la Défense français s'aperçut que la formule retenue était complexe à mettre au point, et que le coût du programme dépassait ses budgets. En conséquence, le projet fut abandonné dès mai 1966, même si les essais furent poursuivis jusqu'au crash du V02 (28 novembre 1966). Le V01 est désormais exposé au musée de l'Air et de l'Espace.